# Déclaration de Genève sur l'avenir de l'Organisation Mondiale de la Propriété Intellectuelle
 (avril 2020).
Pour les articles homonymes, voir Déclaration de Genève.
La Déclaration de Genève sur l'avenir de l'Organisation mondiale de la propriété intellectuelle est un document signé en 2004 par un certain nombre d'organisations à but non lucratif, de scientifiques, d'universitaires et d'autres personnes exhortant l'Organisation mondiale de la propriété intellectuelle (OMPI) à se concentrer sur les besoins des pays en développement en ce qui concerne la législation sur la propriété intellectuelle . 
Les auteurs et signataires estiment que "le monde est confronté à une crise de la gouvernance des connaissances, des technologies et de la culture", notamment en raison de l'inégalité d'accès aux médicaments vitaux et à l'éducation, aux pratiques économiques anticoncurrentielles, à la concentration de la propriété, aux mesures technologiques telles que le numérique la gestion des droits (DRM), la juste rémunération des auteurs et des créateurs et le verrouillage du domaine public par des intérêts privés. 
La Déclaration critique l'OMPI pour avoir adopté "une culture de création et d'élargissement des privilèges de monopole, souvent sans égard aux conséquences", et demande à l'organisation de déplacer son attention de la propriété intellectuelle en tant que fin en soi, vers un moyen de bénéficier l'humanité. En particulier, il demande un moratoire sur la pratique désormais courante d'harmonisation de la législation sur la propriété intellectuelle dans le monde en développement avec les lois en vigueur aux États-Unis et en Europe. 
En 2009, cela a abouti au programme de développement de l'OMPI, qui a incorporé certaines des propositions.